# Karjamaa (Alutaguse)
Koordinaten: 59° 1′ N, 27° 29′ O
Karjamaa ist ein Dorf (estnisch küla) in der Landgemeinde Alutaguse (bis 2017 Alajõe). Es liegt im Kreis Ida-Viru (Ost-Wierland) im Nordosten Estlands.

## Beschreibung und Geschichte
Das Dorf am Nordufer des Peipussees (Peipsi järv) hat 32 Einwohner (Stand 2009). Durch Karjamaa fließt der gleichnamige Bach (Karjamaa oja). Er ist zwölf Kilometer lang.
Früher hieß die Ortschaft Võgana. Sie wurde erstmals 1426 urkundlich erwähnt. 1732 gehörte sie zum Gut von Sompa, war allerdings unbewohnt. Fünfzig Jahre später lebten dort dreizehn Familien. Bis 1835 stieg die Einwohnerzahl auf 38 Familien.